# جامعة عنابة
جامعة عنابة أو جامعة باجي المختار هي جامعة حكومية جزائرية تقع بمدينة عنابة شمال شرق البلاد. تضم الجامعة سبع كليات هذا بالإضافة إلى مدرستين تحضيريتين تاسست عام 1975بموجب رئاسي يهدف إلى تطوير ولاية عنابة .
تعتبر جامعة عنابة من أهم وأكبر الجامعات في الجزائر، يتخرج منها سنويا آلاف الطلبة في جميع الاختصاصات من كل أنحاء الجزائر ومن الدول العربية والأجنبية أيضاً، كما تساهم في التأطير العلمي والبيداغوجي للعديد من الجامعات والمراكز الجامعية بشرق الجزائر.

## تاريخ
أنشئت جامعة عنابة بموجب الأمر 28/75 المؤرخ في 29 أبريل 1975 المتعلق بالبنية التحتية لمعهد المناجم والمعادن بعنابة، وتشهد تطورا تدريجيا مع افتتاح قطاعات جديدة كل سنة. تم تنظيم الجامعة في البداية إلى أقسام تابعة لإدارة الجامعة، وشهدت إنشاء خمسة معاهد في عام 1980 (العلوم الاجتماعية، اللغة العربية وآدابها، العلوم الطبيعية، العلوم الدقيقة والتكنولوجيا، العلوم الطبية
في عام 1993، عملت مع 20 معهدًا ملحقًا بثلاث عائلات رئيسية من القطاعات:
- العلوم الأساسية.
- علوم التكنولوجيا.
- علوم إنسانية و اجتماعية.

في السابق، كانت جامعة عنابة تقدم تدريبًا متعدد الاستخدامات في ملفات تعريف D.E.S والترخيص والمهندس والفني العالي (DEUA)، وكانت رائدة في اعتماد نظام LMD الجديد. وهي تكنولوجية في الغالب، ومع ذلك تحتفظ بتقاليد العلوم الإنسانية التي تطورت منذ إنشائها. هذه العناصر تجعلها مكانًا متميزًا لتعدد التخصصات والتداخل مع بيئتها الاجتماعية والصناعية.

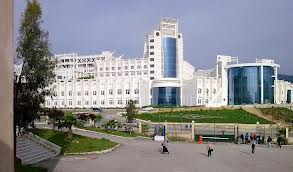
كلية علوم التسيير و الاقتصاد

## الحرم الجامعي
- يقع حرم الجامعة على أربع مناطق في ولاية عنابة:

### عنابة
1. كلية العلوم الطبية

### سيدي عاشور
- كلية الحقوق وعلوم القانون
- كلية العلوم الاقتصادية

### البوني
- كلية الآداب والعلوم الإنسانية والاجتماعية
- القطب الجامعي احمد البوني .الطب والصيدلة.

### سيدي عمار
- الإدارة المركزية

كلية العلوم
كلية العلوم الهندسية
كلية علوم الأرض

## الإقامة الجامعية
وفقاً للقانون الجزائري، فإن المهاجع مجانية، وهناك حوالي 13 مدرسة مشتركة بين الجامعة والمكتب الوطني للجامعات. وهم بالقرب من الحرم الجامعية الأربعة في عنابة. جميع الطلاب الذين يدرسون هناك (باستثناء أولئك الذين يعيشون في عنابة) ، لديهم الأولوية في الحصول على سكن، مع إعطاء الأولوية للطلاب الأجانب.

## التعاون والشراكات
جامعة عنابة هي عضو في الشبكات والجمعيات والوكالات الدولية مثل:
- رابطة جامعات الفرنكوفونية (AUF) ،
- اتحاد الجامعات العربية (AARU) ،
- رابطة الجامعات الأفريقية (AAU) ،
- اتحاد الجامعات المتوسطية، UNIMED ،
- Consortium Europe-Maghreb des Universités en Réseau (CEMUR)،
- الجامعات الأورومتوسطية (TETHYS).
- تمتلك UBMA شراكات دولية للبحث وبرامج التبادل مع:
- 24 جامعة فرنسية
- 12 جامعة عربية
- 11 جامعات أوروبية
- 1 مدرسة التعدين في النيجر
- جامعة اورال - روسيا
- رابطة الخريجين والطلاب
- لا توجد منظمة طلابية رسمية تمثل جامعة عنابة (أبرز الخريجين غير الرسميين هم خريجو جامعة عنابة)

## الكليات
تضم جامعة عنابة سبع كليات هي
1. كلية العلوم .فرع عنابة.
2. كلية علوم الأرض .فرع سيدي عمار.
3. كلية الطب .فرع عنابة والبوني.
4. كلية الهندسة .فرع سيدي عمار.
5. كلية العلوم الاقتصادية والتسيير .فرع عنابة.
6. كلية آداب والعلوم الإنسانية .فرع البوني.
7. كلية الحقوق .فرع البوني.

## مواضيع ذات صلة
- كلية العلوم الإسلامية في الجزائر
- باجي مختار
- عنابة
- البوني
- سيدي عمار